# 星座早見盤
星座早見盤（せいざはやみばん）とは、特定の地点での特定の時期の星空を調べるための特殊な星図。単に星座早見ともいう。

## 歴史
星座早見盤のルーツは、アストロラーベであるといわれている。
成立年代は曖昧で、厚紙印刷が可能になった19世紀からであるという意見が一般的だが、中には17世紀にはもう登場していたと主張するものもいる。
日本では、早くも1907年に日本天文学会名の入った早見盤が、平山信（東京天文台第2代台長）編によって三省堂より販売が始まる。厚紙によって、軽量かつ手軽なもののためその後も人気を博した。一般への普及は、スプートニク１号などが打ち上げられ、宇宙への関心が高まった1950年代に入ってからのことであり、様々なタイプの製品が販売されるようになっている。

## 種類

### 円盤型

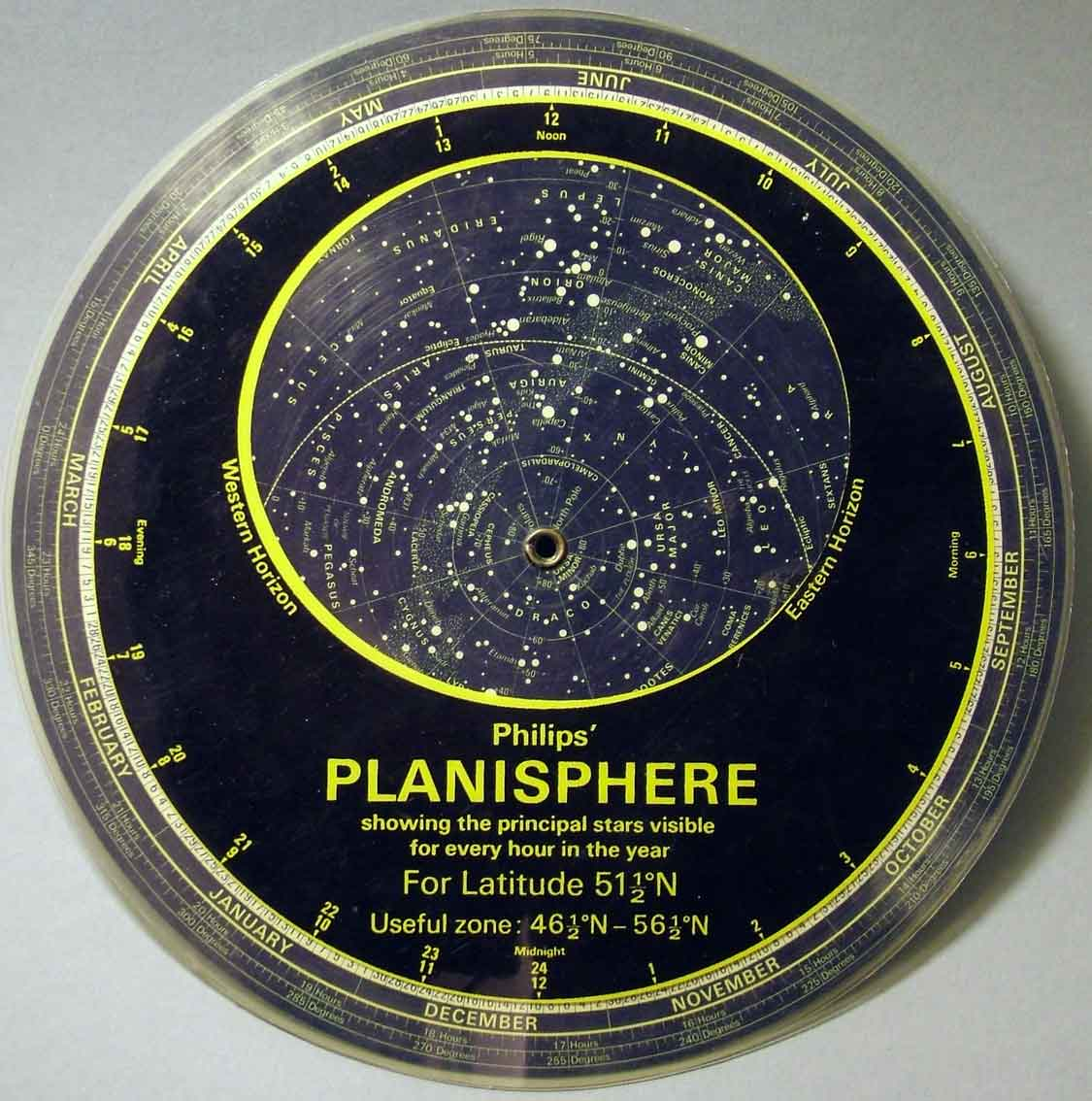
北半球用星座早見盤

一般的な星座早見盤は円盤型をしている。北半球用星座早見盤、南半球用星座早見盤、一枚の表と裏が北天と南天になっている南北天別星座早見盤 がある。
星座早見盤は星図が描かれている母盤（星図部、星図円盤）と水平線以下の部分を隠す回転盤（窓部、マスク円盤）の二枚の円盤よりなり、これらの円盤はハトメなどを用いて回転可能なよう同心に留められている。北半球用では星図の中心（円盤の中心）には必ず天の北極が位置する。南半球用では天の南極が中心となる。回転盤の開口部は、星図の中心を含む楕円形をしている。
母盤は観測緯度から見える天球を方位図法によって描いた星図である。見える星の赤緯の下限が緯度によって違い、それによって余分なところを落とすため描くことができる星図に限りがあり、観測緯度によって別々の物を用意する必要がある。ある緯度における星図でも、それより高緯度で観測する場合、星図が透けて見える素材を用い複数の開口円周を記入した窓部で対応することもできる。しかし低緯度になるときは新たに見える星が増えるため対応できない。図法の性質上、水平線近くの低空星座はかなり形が歪んでしまうが、低空部分のゆがみを抑えるため盤の中心に向かって緩やかに湾曲させたお椀型（母盤が金属製）の星座早見盤もある。

### 円筒型
円筒型の星座早見盤もあり、自由研究では空き缶やペットボトルを利用して制作される。

### 立体型
星図を印刷した球体を用いた星座早見盤。これを載せる台座の線が地平線となっており、球体の配置（地平線の位置）を変えることで世界中で使用できる。

## 使用法
一般的な円盤型の星座早見盤の使用法について述べる。
北半球用の星座早見盤における窓部は、上側が北（北側の星空）、下側が南（南側の星空）、左側が東（東側の星空）、右側が西（西側の星空）となっている。
1. 見たい星空の方角（例えば北）を向き早見盤のその方角（例えば「北」という表示）が記載されている部分が手前側になるように早見盤を持つ[4]。
2. 母盤（星図円盤）の外周には月日の目盛、回転盤（マスク円盤）には時刻の目盛が印刷されている。観測している月日と時刻のそれぞれの目盛りを合わせると、その日その時刻の星空の様子が窓部に現れる[4]。
3. 方角や日時などを合わせた状態のままで、これをかざして星座を探す[4]。

## 時計との組み合わせ

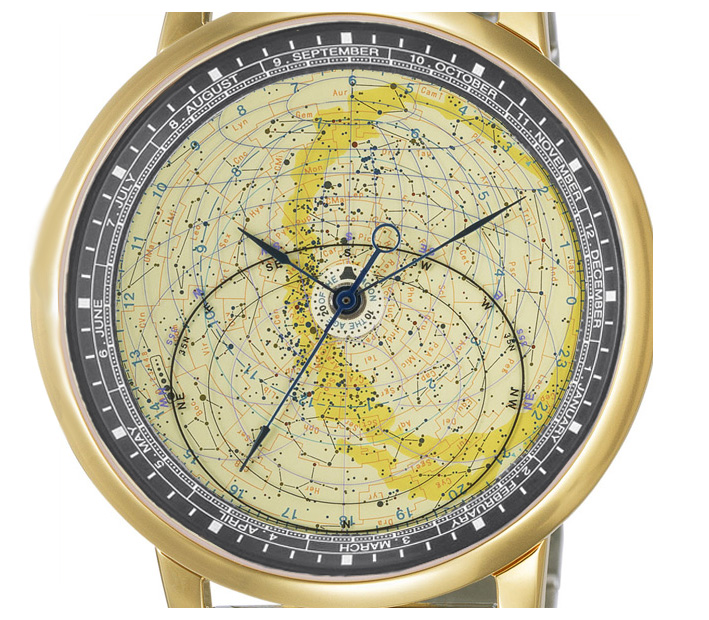
コスモサインウォッチ

時計と連動して、現在の星空（昼間の場合には「空が暗いと仮定して」）を表示するコスモクロック（コスモサイン：シチズン・リズム時計社の商標）が販売されている。